# Pteris tremula
Pteris tremula es una especie de helecho del género Pteris, perteneciente a la familia Pteridaceae. Se encuentra en  Australia y Nueva Zelanda. Tiene hojas de color verde pálido, de hasta 2 metros de longitud. Es de crecimiento rápido y fácil de cultivar, pero pueden convertirse en maleza.

## Descripción
Pteris tremula es un helecho terrestre, con sus hojas que surgen desde el suelo hasta 1,3 m, rara vez de hasta 2 m de alto. El pie es de color marrón. Las frondas verdes compuestas de encaje que puede llegar a los 2 m  de longitud y son de tripinnadas o más. La línea marrón de soros en la parte inferior de los márgenes de la fronda. A diferencia de Pteris vittata y otras especies de Pteris, no es capaz de hiperacumular el arsénico y es dañada por niveles tan bajos como 25mg/kg en el suelo. La planta contiene dos citotóxicos indanonicos sesquiterpenos.

## Distribución y hábitat
El rango dentro de Australia es el centro de Australia (Territorio del Norte), al este de Australia del Sur, Queensland, al este de Nueva Gales del Sur, Victoria y Tasmania. También se encuentra en Isla de Lord Howe y la Isla Norfolk, Nueva Zelanda, y las Islas Kermadec y Fiyi.

## Cultivo
Pteris tremula es una planta muy fácil de cultivar en el jardín de su casa, donde prefiere un lugar con sombra. Prefiere el drenaje justo con un poco de retención de humedad en el suelo y la luz filtrada por la mañana. No obstante, es de rápido crecimiento y se sabe que tiende a naturalizarse.

## Taxonomía
Pteris tremula fue descrita por Robert Brown y publicado en  Prodromus Florae Novae Hollandiae 154. 1810. Species in Pteris are currently placed in subfamily Pteridoideae of family Pteridaceae/
Variedades
- Pteris tremula var. caudata
- Pteris tremula var. minor
- Pteris tremula var. pectinata
- Pteris tremula var. tremula

Sinonimia
- Pteris tremula var. pectinata Domin
- Pteris baueriana Diesing ex Endl.
- Pteris arguta Aiton[8]